# Поліфонт
Поліфонт (грец. Πολυφόντης) — узурпатор, який силою одружився з дочкою мессенського володаря Кіпсела Меропою, вбивши її чоловіка Кресфонта і старших синів. Поліфонт убив молодший син Меропи та Кресфонта Епіт.